# Wegefreiheit
Mit dem Begriff Wegefreiheit werden in Österreich alle jene Rechte umfasst, die die Menschen berechtigen, problemlos fremden Grund – insbesondere im Wald und im Bergland – zu betreten beziehungsweise zum Gehen zu benützen.

## Wegfreiheit im österreichischen Wald und im Bergland
In den letzten Jahrzehnten hat die Nutzung der Wälder und des oberhalb der Waldgrenze gelegenen Berglandes durch verschiedene sportliche Betätigungen ständig zugenommen, wobei neben dem Wandern, Bergsteigen und Schifahren vor allem sogenannte Trendsportarten, wie Skitourengehen, Sportklettern, Schneeschuhwandern, Joggen und Mountainbiken maßgeblich beteiligt sind. Dadurch treten neue Spannungsfelder mit den Grundeigentümern und Jagdbesitzern auf. Von Seiten mancher Grundbesitzer wird zunehmend stärker auf eine strenge juristische Auslegung der rechtlichen Bestimmungen Wert gelegt. Dabei wird vor allem mit eigentumsrechtlichen und naturschützerischen Begründungen, wie die notwendige Rücksichtnahme auf Wildtiere argumentiert. Von den verschiedenen alpinen Vereinigungen, wie z. B. Österreichischer Alpenverein und Naturfreunde Österreich wird gegen Einschränkungsversuche angekämpft und auch die regionalen Tourismusverbände und die Fremdenverkehrswirtschaft halten die Möglichkeiten für eine problemlose Durchführung sportlicher Betätigungen in der Natur für ihre Ziele für äußerst wichtig, wobei dies vor allem mit dem wichtigen Erholungswert für die Menschen und gesundheitlichen Argumenten untermauert wird.
Die Wälder und das Alm- und Ödland oberhalb der Waldgrenze gehören in Österreich zumeist privaten Besitzern oder aber auch „juristischen Personen“ des öffentlichen oder privaten Rechts. Von letzteren haben vor allem die Österreichischen Bundesforste, die dem Staat gehören, einen umfangreichen Liegenschaftsbesitz in diesen Bereichen. Dies bedeutet, dass sich jeder, der sich im Wald oder im Bergland oberhalb der Waldgrenze aufhält, auf fremdem Eigentum befindet.
Das Betreten eines fremden Grundstückes stellt grundsätzlich einen Eingriff in ein fremdes Besitzrecht dar. Eine Eigenmächtigkeit durch den Bergsteiger, Schifahrer oder sonstigen Naturnutzer liegt dabei aber nicht vor, wenn er sich auf ein Recht dazu berufen kann. Dies ist der Fall, wenn der Besitzer dem Eingriff zugestimmt hat oder wenn der Eingriff durch ein Gesetz oder eine behördliche Anordnung erlaubt wird. In der österreichischen Rechtsordnung finden sich einige derartige Erlaubnisse zum Betreten fremder Grundstücke. Es sind dies vor allem der § 33 des Forstgesetzes, weiters Landesgesetze über die Wegfreiheit im Bergland oder das Vorliegen einer Dienstbarkeit (Wegservitut) sowie das Bestehen von entsprechendem Gewohnheitsrecht.

## Österreichisches Forstgesetz
Laut § 33 Forstgesetz aus dem Jahre 1975 gilt die Wegefreiheit im Wald. Das heißt, jedermann darf Wald zu Erholungszwecken betreten und sich dort aufhalten, gehen, wandern, laufen, nicht aber reiten, fahren, zelten oder lagern bei Dunkelheit. Dieses freie Betretungsrecht stellt rechtlich eine gesetzliche Eigentumsbeschränkung dar.
Kommerzielle Veranstaltungen und das Betreten des Waldes zu anderen Zwecken als Erholungszwecken bedürfen der ausdrücklichen Zustimmung durch den Grundeigentümer. Der Grundeigentümer kann darüber hinaus für sich und seine Beschäftigten eine im Gesetz festgelegte Fläche, die in Zusammenhang mit seinen bzw. ihren Wohnhäusern stehen muss, für das Betreten durch die Allgemeinheit auf Dauer sperren.
Bei diesem Recht gibt es mehrere gesetzliche Einschränkungen, zum Beispiel für Flächen mit behördlichem Betretungsverbot, Bannwald, Waldbrandgefahr, Schädlingsbekämpfung, Jungwald unter drei Metern, Sperren nach dem Forstgesetz oder jagdrechtliche Sperren, Sperren nach dem Naturschutzgesetz oder Nationalparkgesetze.
Schifahren im Wald sowie Tourengehen, Schilanglaufen, Schneeschuhwandern und Sportklettern sind von diesem Betretungsrecht umfasst, nicht aber Rodeln, Schibobfahren oder das Anlegen einer Loipe. Das Errichten neuer Sportkletterrouten mit Sicherungsmitteln, die die Struktur des Felsens nicht verändern (Normalhaken, Klemmkeile,
Friends, Eisschrauben und Eishaken) fällt im Allgemeinen noch unter den Begriff des „Betretens“ des Waldes, soweit dies nicht für kommerzielle Zwecke geschieht. Gerade diesbezüglich gibt es in letzter Zeit in einigen Gebieten Österreichs starke Kontroversen und auch juristische Auseinandersetzungen. Im Bereich von Schiliften ist das Abfahren nur auf markierten Pisten oder Schirouten erlaubt (ca. 500 Meter rechts und links des Lifts). Im Bereich von Jungwäldern unter drei Metern und in der Nähe von Wildeinständen ist das Schifahren verboten.

## Landesgesetze zur Wegefreiheit im Gebirge
Die Wegefreiheit im Gebirge oberhalb der Baumgrenze ist in den meisten österreichischen Bundesländern durch Landesgesetze verfügt, die aus der Zeit nach dem Ersten Weltkrieg stammen. Im klassischen Bergland Tirol und in Niederösterreich wird das Recht der Allgemeinheit auf Betreten und Nutzung der Berge für den Bergsport als Gewohnheitsrecht verstanden. Das Ödland oberhalb der Baumgrenze ist mit Ausnahme der anders als durch Beweidung landwirtschaftlich genutzten Gebiete für den Touristenverkehr frei und kann von jedermann betreten werden. Dieses Betretungsrecht gilt auch abseits der Wege. Das Betretungsrecht beziehungsweise das Gewohnheitsrecht berechtigt aber grundsätzlich nicht zur Anbringung von Bohrhaken.

## Dienstbarkeiten, Servitute
Das Recht auf fremden Grund Wegerechte oder Schiabfahrtsrechte zu erlangen, kann auch aus einer Dienstbarkeit abgeleitet werden. Dienstbarkeiten sind beschränkte Nutzungsrechte an fremden Sachen, wobei man zwischen Grunddienstbarkeiten und persönlichen Dienstbarkeiten unterscheidet. Bei Grunddienstbarkeiten, die grundsätzlich mit ihrer Eintragung im Grundbuch entstehen, steht das Recht dem jeweiligen Eigentümer des herrschenden Grundstückes zu, bei persönlichen Dienstbarkeiten einer bestimmten Person. Eine Dienstbarkeit kann auch ersessen werden, das führt dann dazu, dass solche Rechte bestehen können, ohne im Grundbuch eingetragen zu sein. Die solcherart Berechtigten könnten die Eintragung im Wege einer deklaratorischen Berichtigung des Grundbuches fordern. Der Servitutsberechtigte ist Rechtsbesitzer. Er genießt Besitzschutz und kann sein Recht auch gegen Eingriffe des Grundeigentümers oder anderer Personen verteidigen. Handelt es sich beim Berechtigten um eine juristische Person, so kann sich das Recht auf einen größeren Benutzerkreis, unter Umständen sogar auf die Allgemeinheit erstrecken.
Praktische Bedeutung haben solche sogenannten unregelmäßigen oder irregulären Servituten im Hinblick auf Wegerechte und Schiabfahrtsrechte erlangt. Nach Auffassung der Rechtsprechung kann durch die langjährige Benutzung eines Weges oder einer Schiabfahrt durch Gemeindemitglieder, Touristenvereins-Angehörige oder die Allgemeinheit eine Wege- und Schiabfahrtsdienstbarkeit unter gewissen zusätzlichen Voraussetzungen, zugunsten dieser Gruppe ersessen werden. Voraussetzung einer solchen Dienstbarkeit ist der Ablauf einer Ersitzungszeit von 30 Jahren bzw. wenn es sich um einen öffentlichen Grundeigentümer oder eine juristische Person als Grundeigentümer handelt: 40 Jahre.